# Mộc Hóa (quận)
Mộc Hóa là một xã thuộc tỉnh Tây Ninh, Việt Nam.

## Địa lý
Xã Mộc Hóa có vị trí địa lý:
- Phía đông giáp xã Bình Thành và xã Thạnh Phước.
- Phía tây giáp phường Kiến Tường, xã Tuyên Thạnh và xã Hậu Thạnh.
- Phía nam giáp xã Nhơn Hòa Lập và xã Tân Thạnh.
- Phía bắc giáp xã Bình Hòa.

Xã Mộc Hóa có diện tích tự nhiên 135,56 km², quy mô dân số năm 2025 là 16.880 người.

## Lịch sử

### Năm 2015
- Ngày 09 tháng 01 năm 2015, Ủy ban nhân dân tỉnh Long An ban hành Quyết định số 100/QĐ-UBND về việc công nhận đô thị Bình Phong Thạnh, huyện Mộc Hóa, tỉnh Long đạt chuẩn đô thị loại V[4].

### Năm 2025
- Ngày 12 tháng 6 năm 2025, Quốc hội khóa XV ban hành Nghị quyết số 202/2025/QH15 về việc sắp xếp đơn vị hành chính cấp tỉnh[5]. Theo đó, sắp xếp toàn bộ diện tích tự nhiên, quy mô dân số của tỉnh Long An và tỉnh Tây Ninh thành tỉnh mới có tên gọi là tỉnh Tây Ninh.

- Ngày 16 tháng 6 năm 2025, Ủy ban Thường vụ Quốc hội khóa XV ban hành Nghị quyết số 1682/NQ-UBTVQH15 về việc sắp xếp các đơn vị hành chính cấp xã của tỉnh Tây Ninh năm 2025[6]. Theo đó, sắp xếp toàn bộ diện tích tự nhiên, quy mô dân số của xã Tân Thành và xã Tân Lập (huyện Mộc Hóa), thị trấn Bình Phong Thạnh thành xã mới có tên gọi là xã Mộc Hóa.

## Tên gọi
Xem thêm: Mộc Hóa (huyện)